# Combate del Fortín de La Barra
El Combate del Fortín de La Barra, es el último enfrentamiento militar entre las tropas españolas de la Expedición Barradas que defienden un fortín a orillas del Río Pánuco frente al asalto del ejército mexicano de Antonio López de Santa Anna, ocurrido en el transcurso de la noche del día 10 y la mañana del 11 de septiembre de 1829, tras la Batalla de Tampico (1829), durante la campaña de Isidro Barradas. El Ejército mexicano no consigue tomar el fortín tras once asaltos. Las tropas españolas incomunicadas y sitiadas fueron informadas de la futilidad del esfuerzo, el día 12 se acogen a la capitulación negociada por Isidro Barradas donde se rinden armas, cajas de guerra  y banderas, y se compromete el Ejército Español a no volver a tomar las armas contra México que consolida su independencia.
El fortín se encontraba en la desembocadura del Río Pánuco del lado Tamaulipeco, y consistía en un reducto circular de 60 metros de diámetro construido con sacos de arena y doble empalizada. Constaba de un foso exterior, una empalizada que rodeaba una franja de terreno de 15 metros de ancho y un parapeto interior de 30 metros de diámetro.
El día del asalto Santa Anna previamente envía un parlamentario al coronel Antonio Vázquez, comandante español de esa guarnición, solicitando la entrega del fortín español, misma solicitud que éste rechaza. El ataque se abre con el fuego de tres lanchas cañoneras mexicanas que son dispersadas por la artillería del fortín. Se sigue de un ataque de 1000 soldados mexicanos formados en dos columnas. Se frustran once asaltos mexicanos a la bayoneta.
Al amanecer del día 11, una columna española de 40 hombres hace una salida para rechazar de la primera empalizada los restos del ataque nocturno. La acción se sigue de un último ataque por parte de dos columnas mexicanas de 800 hombres de infantería y jinetes que son dispersados por la artillería del fortín. Los mexicanos se retiran a su posición del caserío de Doña Cecilia sin poder tomar el Fortín y en espera de refuerzos.  Vázquez solicita paso de sus heridos a los hospitales españoles pero Mier y Terán no permite la comunicación y lo mantiene incomunicado con la ciudad de Tampico aunque se responsabiliza de todos los heridos de ambos bandos para trasladarlos al Pueblo Viejo de Tampico, en posesión de Santa Anna.
El día 11 de septiembre los españoles piden parlamento en Tampico y Santa Anna llama a los comisionados españoles para aceptar la capitulación propuesta por Barradas que le había sido hecha con anterioridad (desde el día 8 de septiembre) y aunque no es una rendición incondicional si ofrecen entregar armas, banderas y pertrechos de guerra, quedando sus ejércitos rendidos y prisioneros de guerra para ser evacuados hacia Cuba a costa del erario español. Se acordó también que el Ejército Español no volvería a levantarse en armas contra México.   El día 12 de septiembre de 1829 Isidro Barradas y Fulgencio Salas se dirigen al Fortín de La Barra para comunicar al comandante Vázquez, que herido permanecía a la cabeza de los defensores, la capitulación de la expedición con lo que se afianza y consolida la Independencia de México respecto de España.

## Orden de batalla
| Guarnición del fortín de La Barra - Oficiales Coronel Antonio Vázquez - Compañías sueltas de los batallones: Reina Amalia (II batallón), Rey Fernando (I batallón), Real Borbón (III batallón), Cazadores del rey. - 4 piezas fijas de artillería gruesa capturadas |

## Cuadro de bajas
Cuadro de bajas españolas en el combate del fortín de La Barra
| Unidad                     | Muertos               | Heridos               |
| -------------------------- | --------------------- | --------------------- |
| Reina Amalia (II batallón) | 37 tropa; 3 oficiales | 61 tropa; 3 oficiales |
| Rey Fernando (I batallón)  | 6 tropa               | 8 tropa               |
| Real Borbón (III batallón) | 6 tropa; 1 oficial    | 11 tropa              |
| Cazadores                  |                       | 1 oficial             |
| Artillería                 | 3 tropa               | 2 tropa               |
| Total                      | 56                    | 89                    |